# Craig Lathrop
Craig Lathrop ist ein kanadischer Szenenbildner. Bekannt wurde er vor allem durch seine Arbeit an Filmen des Regisseurs Robert Eggers.

## Leben
Lathrop begann seine Karriere Ende der 1980er Jahre als Assistent Art Director bei der Produktion von Fernsehserien wie Homeroom und In Living Color. Später arbeitete er an Filmen wie Copykill, A Smile Like Yours – Kein Lächeln wie Deins, John Woo’s Blackjack, Survivor – Das Grauen aus dem ewigen Eis und Ein Date zu dritt.
Ab 1998 übernahm er hauptverantwortlich die künstlerische Leitung bei der Produktion von Filmen wie The Big Hit, Der blutige Pfad Gottes und Mamas Rendezvous mit einem Vampir. Seit dem Jahr 2000 ist als hauptverantwortlicher Szenenbildner tätig.
2015 verantwortete Lathrop das Szenenbild des Horrorfilms The Witch, dem Regiedebüt von Robert Eggers. Für Eggers arbeitete Lathrop auch an den Spielfilmen Der Leuchtturm, The Northman und Nosferatu – Der Untote.
Seine Arbeit an Nosferatu – Der Untote brachte ihm Nominierungen zahlreicher Kritikervereinigungen sowie bei den BAFTA Awards 2025 und den Oscars 2025 für das beste Szenenbild ein.
Lathrop ist Mitglied der Directors Guild of Canada.
Er lebt im kanadischen Ontario.
Im Sommer 2025 wurde Lathrop Mitglied der Academy of Motion Picture Arts and Sciences.

## Filmografie (Auswahl)
Art Director
- 1998: The Big Hit
- 1999: Der blutige Pfad Gottes (The Boondock Saints)
- 2000: Mamas Rendezvous mit einem Vampir (Mom’s Got a Date with a Vampire, Fernsehfilm)
- 2001: The Safety of Objects
- 2002: You Stupid Man
- 2004: My Baby’s Daddy
- 2005: Wahre Lügen (Where the Truth Lies)

Szenenbildner
- 2000: Cheaters
- 2002: American Psycho II: Der Horror geht weiter (American Psycho II: All American Girl)
- 2004: Everyday People
- 2006: Chaos unterm Weihnachtsbaum (Christmas in Wonderland)
- 2006: It’s a Boy Girl Thing
- 2007: Stuck
- 2008: XIII – Die Verschwörung (XIII: The Conspiracy, Fernsehzweiteiler)
- 2010: Lullaby for Pi
- 2012: The Story of Luke
- 2013: Immer wieder Weihnachten (Pete’s Christmas, Fernsehfilm)
- 2014: Wolves
- 2015: The Witch
- 2016: Edge of Winter
- 2017: Shimmer Lake
- 2019: Der Leuchtturm (The Lighthouse)
- 2020: The Devil All the Time
- 2020: The Empty Man
- 2022: The Northman
- 2023: Eileen
- 2024: Nosferatu – Der Untote (Nosferatu)

## Auszeichnungen und Nominierungen (Auswahl)
Auszeichnungen
- 2020: CinEuphoria in der Kategorie Bestes Szenenbild für Der Leuchtturm, gemeinsam mit Matt Likely und Ian Greig
- 2023: CinEuphoria in der Kategorie Bestes Szenenbild für The Northman

Nominierungen
- 2025: Nominierung für den BAFTA Award in der Kategorie Bestes Szenenbild, für Nosferatu – Der Untote
- 2025: Nominierung für den Oscar in der Kategorie Bestes Szenenbild, für Nosferatu – Der Untote, gemeinsam mit Beatrice Brentnerová
- 2025: Nominierung für den Satellite Award in der Kategorie Bestes Szenenbild, für Nosferatu – Der Untote, gemeinsam mit Beatrice Brentnerová